# Seddera virgata
Seddera virgata är en vindeväxtart som beskrevs av Ferdinand von Hochstetter och Steud. Seddera virgata ingår i släktet Seddera och familjen vindeväxter. Inga underarter finns listade i Catalogue of Life.